# مرسخ لوني
المُرَسِّخ أو مُرَسِّخ الألوان هي مادة تستخدم لتثبيت الأصبغة على أجزاء القماش أو الأنسجة وذلك بتشكيل معقد تساندي مع الصباغ فيرتبط مع القماش أو الأنسجة. وهو أيضا عبارة عن أملاح معدنية أو مواد عضوية قادرة على الارتباط مع الأصبغة بحيث تسمح باستخدامها لصباغة ألياف ليس لها أي إلفة مباشرة مع هذه الأصبغة. ويمكن أن يستخدم لصباغة النسيج أو زيادة شدة التلوين أثناء تحضير الخلايا (stain) أو الأنسجة. المرسخ اللوني هو أيون معدني متعدد التكافؤ.
وعملية الترسيخ اللوني هي معالجة سابقة وأحيانا لاحقة، تستخدم عوامل ترسيخ لوني، وهي أملاح حمضية أو قاعدية سهلة الحلمهة، من أجل جعل الألياف مستعدة ومتقبلة لبعض الأصبغة أو لتثبيت بعض الأصبغة على وجه أفضل.
وهي جزيئات من الأصبغة، التي تستطيع التأثير على الروابط التكافؤية بفضل شكلها الفراغي الاستثنائي مع وجود شوارد معدنية، فتشكل lack صباغية غير منحلة.
تظهر مجموعات الهيدروكسيل (OH–) والكربوكسيل (COOH-) مجاورة لمجموعة الآزو (-N=N-) في الأصبغة الآزوية كما في الشكل جانبا.
يرسخ المعدن عن طريق إضافة شوارد الكروم أو النحاس على وجه مطابق لمبدأ تشكل الملح في الفنولات، حيث مكافئ المعدن (Metal equivalent Me) يحل محل الهيدروجين في زمرة الهيدروكسيل (–OH) التي تكون متصلة مع ملح معقد داخلي ليتشكل نظام حلقي جديد مع الصباغ.